# 石太線
石太線（せきたいせん）は、中華人民共和国の国鉄鉄道路線。河北省石家荘市の石家荘北駅と山西省太原市の太原北駅を連絡する全長243kmの路線。旧称は正太線。

## 歴史

### 正太線
- 1903年（光緒29年） - 着工
- 1907年（光緒33年） - 石家荘-太原間（243km）が開通
- 1939年4月17日 - 華北交通株式会社の設立により、同社の運営となる。
- 1940年 - 百団大戦により橋梁、軌道、隧道、通信網などが八路軍によって計画的に爆破・焼却され、壊滅的な被害を受け、運行停止に陥る。

## 接続路線
- 獲鹿駅：石太旅客専用線
- 石家荘駅：京広線、石徳線
- 太原駅：石太旅客専用線、同蒲線、太新線、太焦線、上蘭村線、大嵐線、白家荘線